# Chara (bướm đêm)
Chara  là một chi bướm đêm thuộc họ Noctuidae.

## Hình ảnh

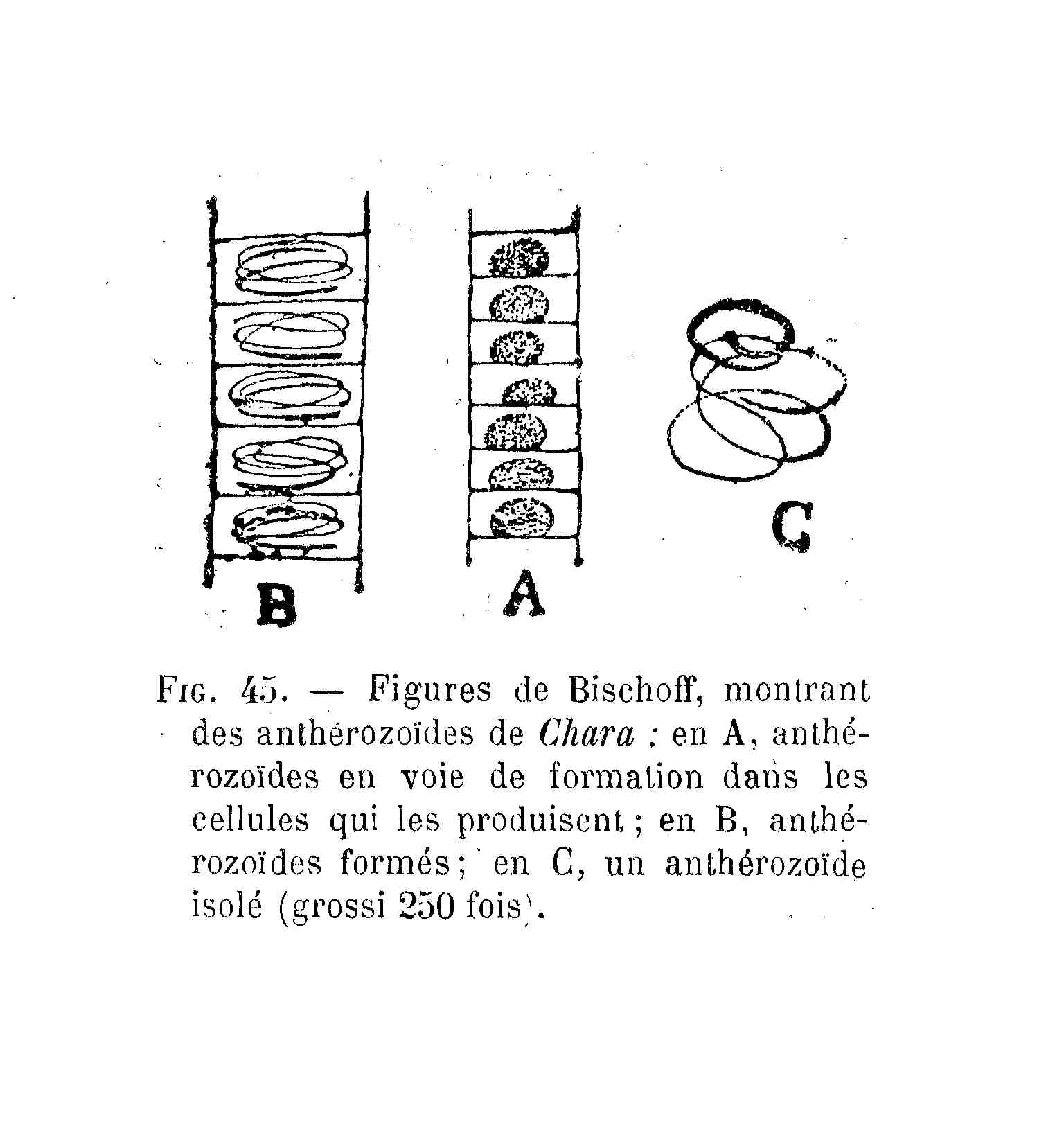
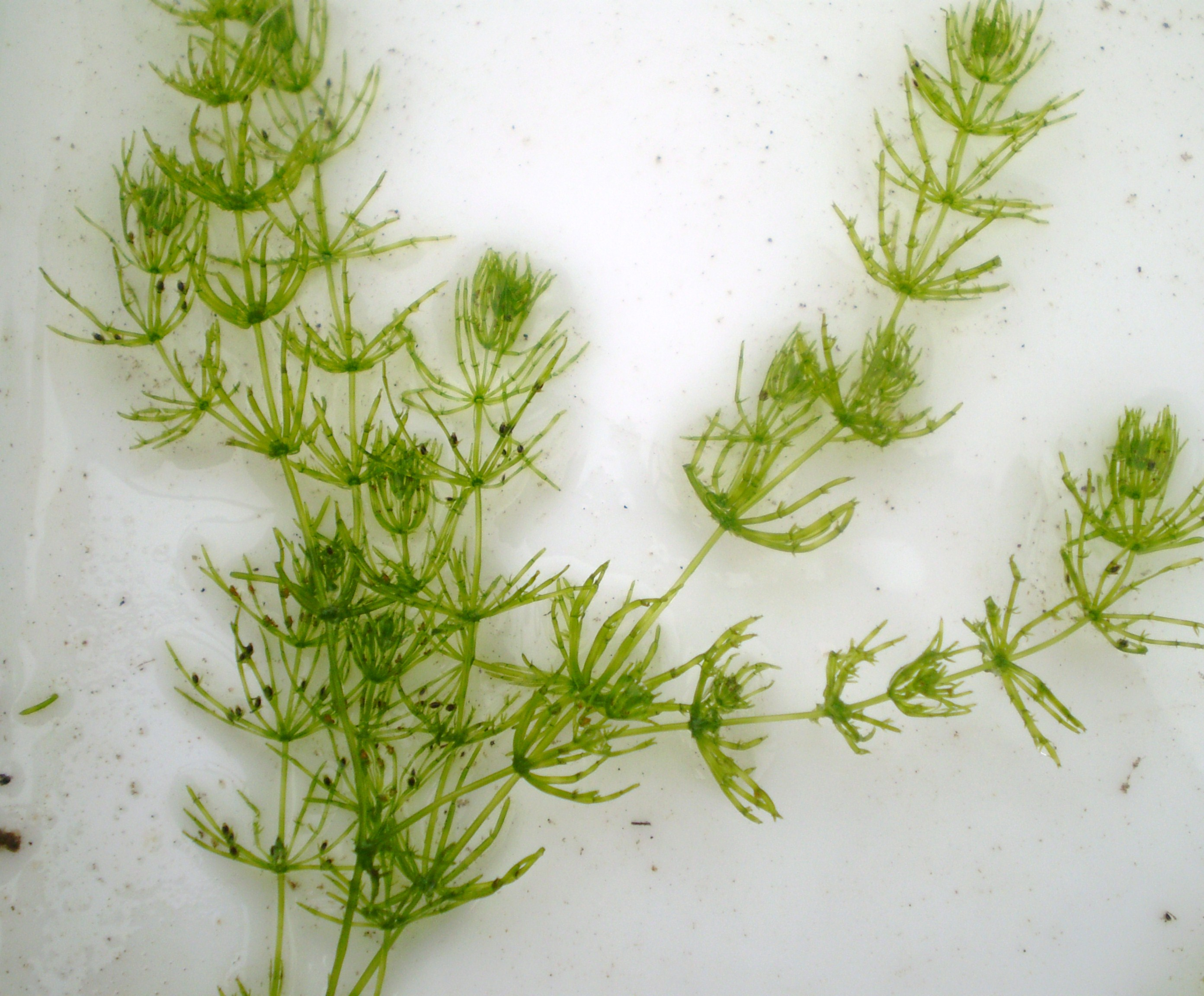
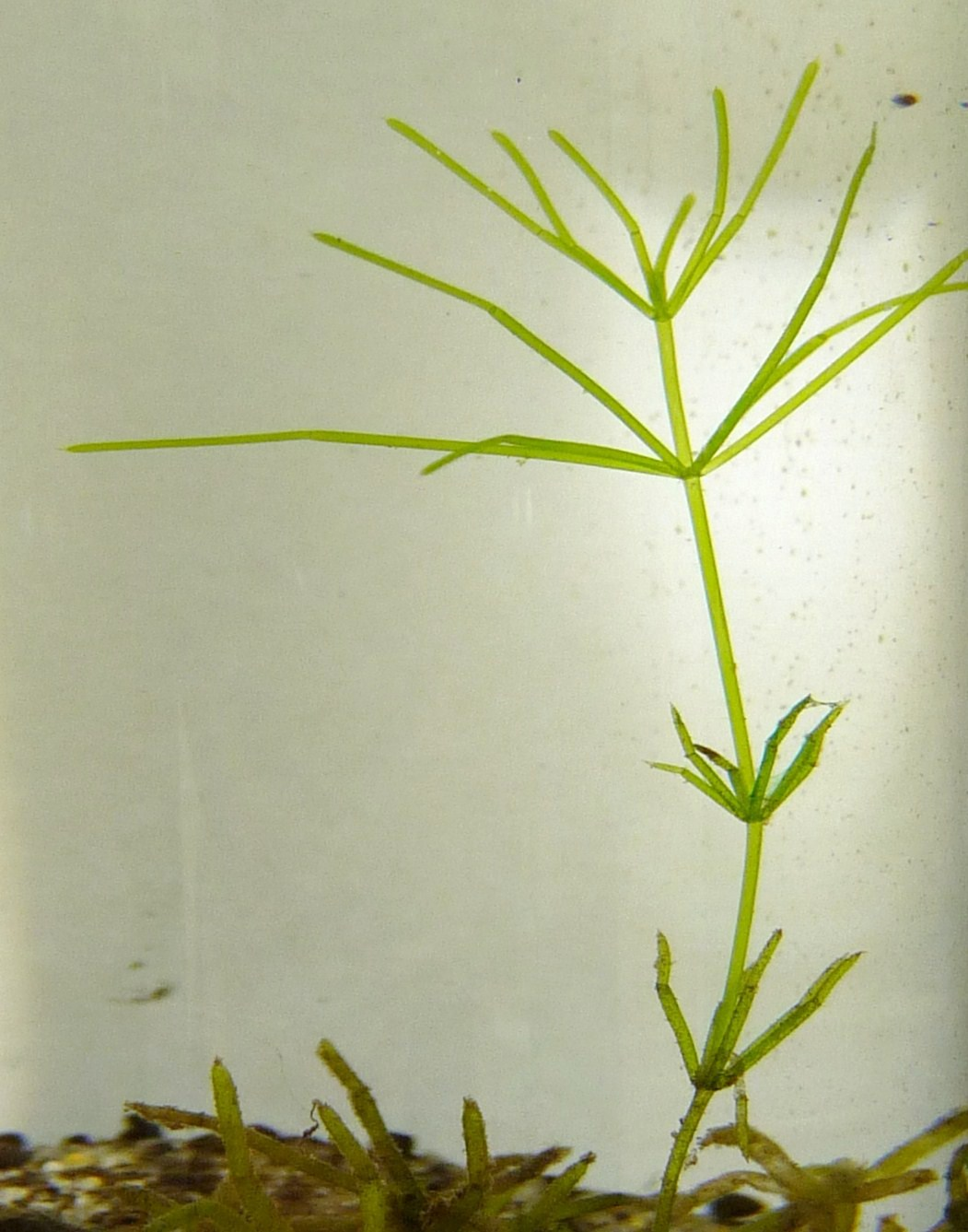
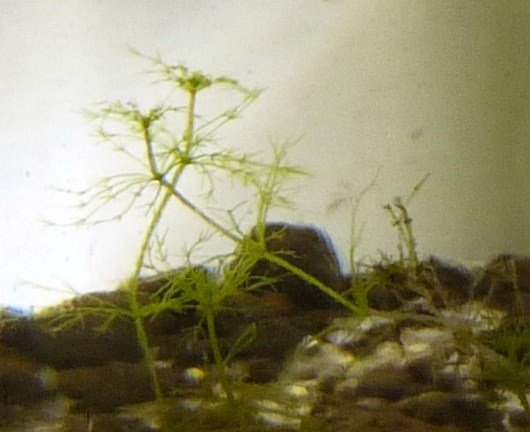

## Các loài
- Chara albosignata
- Chara bimaculata